# پیاده‌روی طولانی (فیلم ۲۰۱۹)
پیاده‌روی طولانی (لائوسی: ບໍ່ມີວັນຈາກ) یک فیلم درام، ترسناک، معمایی و علمی تخیلی محصول سال ۲۰۱۹ لائوس به کارگردانی متی دو است که سومین فیلم بلند او محسوب می‌شود، این فیلم برای اولین بار در هفتاد و ششمین جشنواره بین المللی فیلم ونیز به نمایش درآمد. همچنین در بخش سینمای جهان معاصر در جشنواره بین‌المللی فیلم تورنتو ۲۰۱۹ به نمایش درآمد.

## خلاصه داستان
یک گوشه نشین پیر لائوسی متوجه می‌شود که روح یک قربانی تصادف جاده‌ای می‌تواند او را به پنجاه سال گذشته تا لحظه مرگ دردناک مادرش برساند.

## بازخوردها
این فیلم با نقدهای مثبت منتقدان مواجه شد. در سایت راتن تومیتوز، این فیلم بر اساس رای ۴۸ نقد ۹۶ درصد امتیاز مثبت دریافت کرد، با اجماع نظر این که فیلم «ممکن است برخی از بینندگان به صبر نیاز داشته باشد، اما آنها با یک داستان ارواح متفکرانه و فریبنده پاداش خواهند گرفت.